# Botrange
Die Botrange ([botˈʁɑ̃ʒ], so auch der Name im 19. Jahrhundert im Deutschen Reich) im Gemeindegebiet von Weismes in der ostbelgischen Provinz Lüttich, ist mit 694,24 m O.P. die höchste Erhebung Belgiens und liegt im Hohen Venn.
Der auf der Botrange aufgeschüttete Baltia-Hügel (nach dem belgischen General-Leutnant und General-Gouverneur für die Ostkantone, Baron Herman Baltia benannt) wurde angelegt, um Belgiens höchsten Punkt auf 700 m Höhe zu bringen.

## Name
670 wurde der Ort in einer Urkunde des Königs Childerich II. als Sicco Campo („trockenes Feld“) erwähnt. Auch der Name Botrange, früher auch Bodringen oder Baldringen, weist in die Vorzeit zurück. Germanisch bald, altfranzösisch „baut“ bedeutet „tapfer“ und „kühn“. Baldringen war also Sitz des Baldur, des Tapferen und Kühnen.

## Geographische Lage
Die Botrange liegt innerhalb des Hohen Venns im Naturpark Hohes Venn-Eifel. Sie befindet sich zwischen Sourbrodt, einem Ortsteil der Gemeinde Weismes, im Südsüdosten, und dem Kernort der Gemeinde Jalhay, im Nordwesten. Die Ortschaften sind durch über die Erhebung führende Straßen miteinander verbunden.

## Geschichte
Von 1815 bis 1920 lag die Grenze zu Belgien weiter nördlich bei Baraque Michel. Zu dieser Zeit gehörte die Botrange zu Preußen und zur Rheinprovinz. Auf preußischen Karten wird ihre Höhe mit 692 m angegeben, 2 m weniger als belgische Höhenangaben. Dies resultiert daraus, dass Preußen die Höhenangaben vom Amsterdamer Pegel ableitete, Belgien dagegen von einem Pegel bei Ostende.
Bei der Übernahme des Gebiets durch Belgien 1920 ließ die belgische Regierung dieses Gelände neu vermessen (nach belgischen Maßstäben und Höhennetzangaben). Mit Hilfe des 1923 aufgeschütteten und vermessenen „Steinhügels“ als Referenzpunkt wurde mittels seiner Koordinaten und exakten Höhe von 700 m O.P. das Land eingemessen.
Zu preußischer Zeit war Baraque Michel der höchste Punkt Belgiens.

## Türme und Sender Botrange

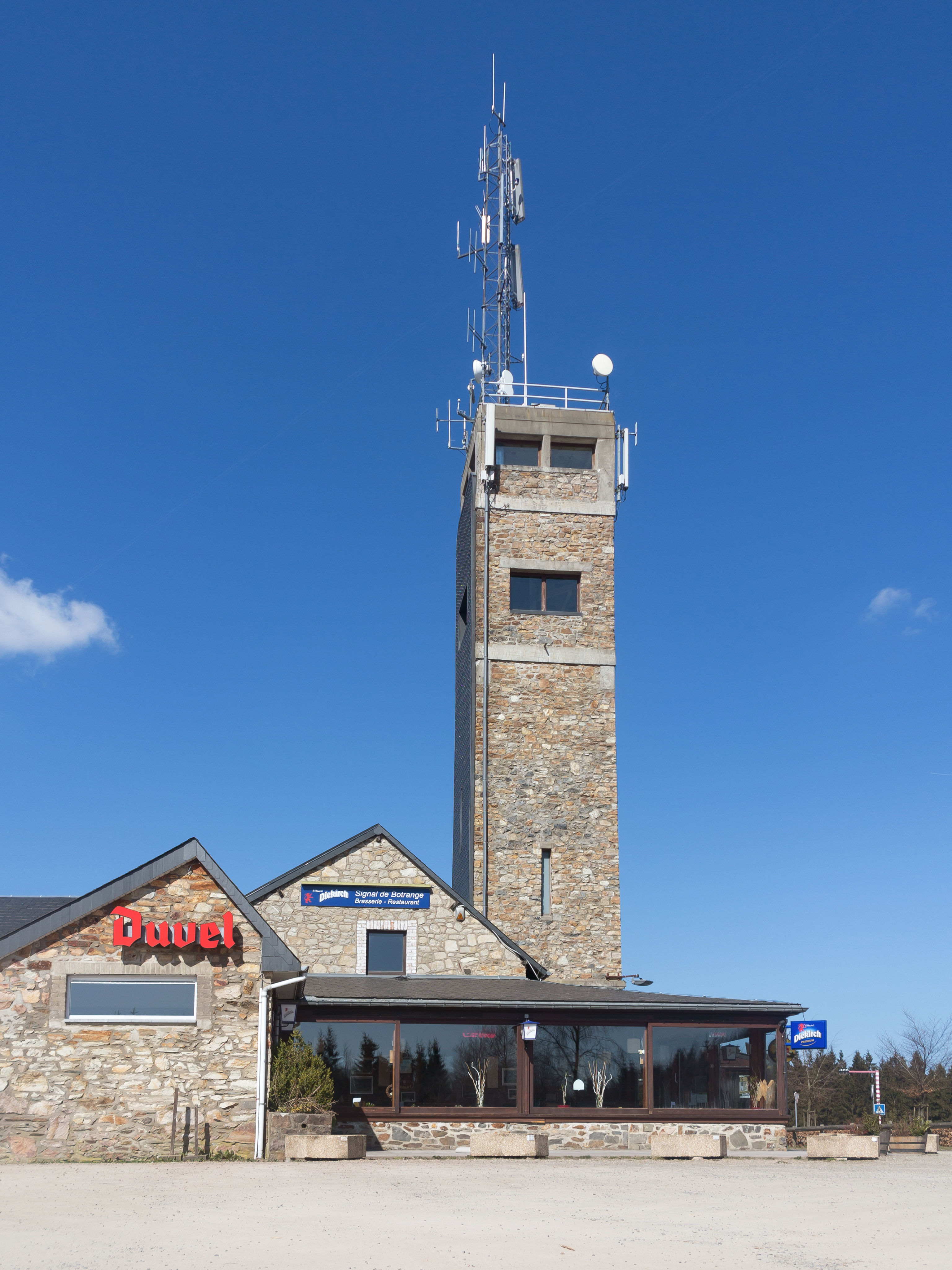
Botrange: Aussichtsturm Signal de Botrange
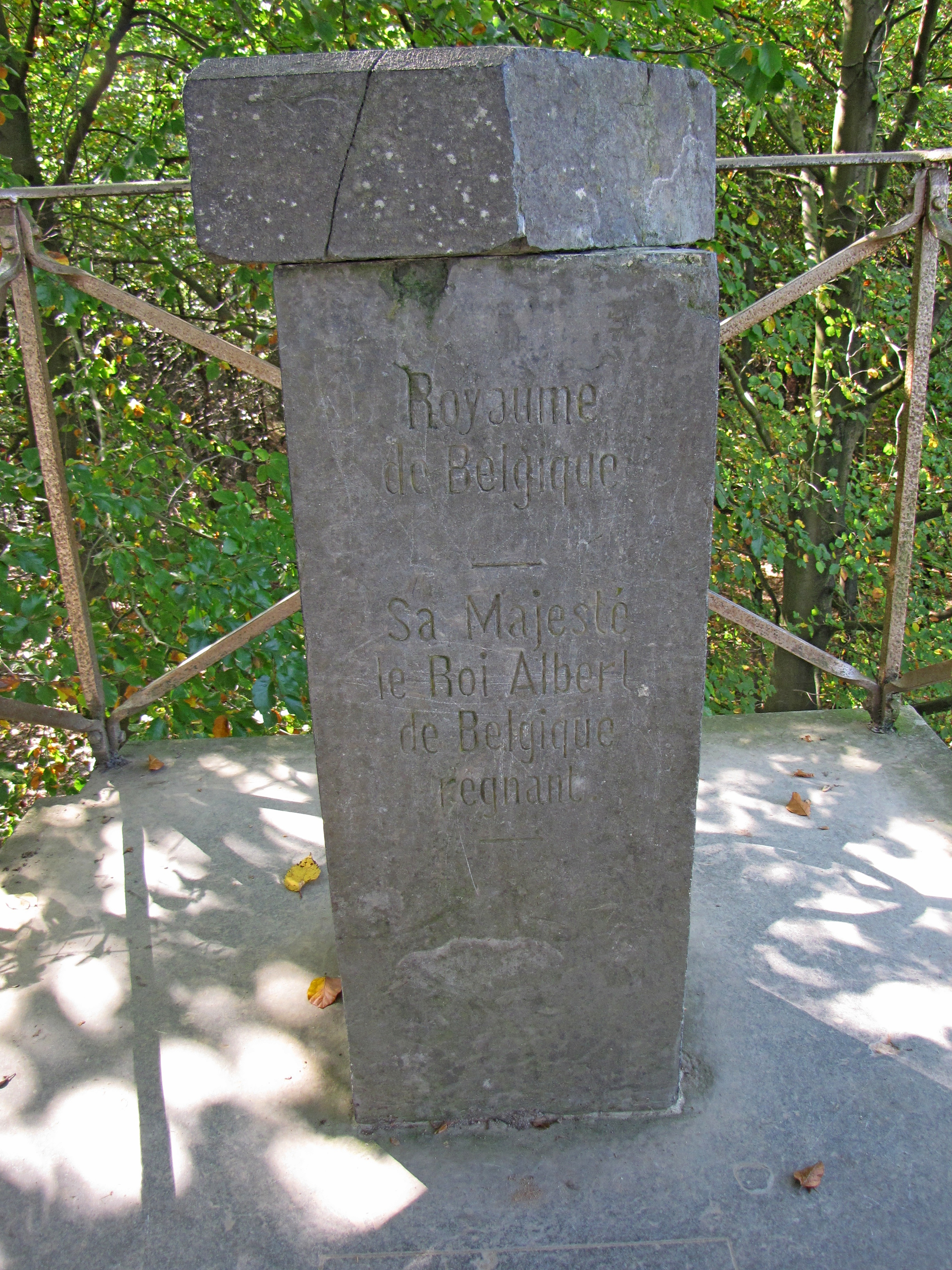
Botrange, Baltia-Hügel: 700-m-Punkt

Die Spitze des 1933/34 von François Fagnoul aus Ovifat auf der Botrange erbauten Turms krönte bis zum Zweiten Weltkrieg (1939–1945) eine stählerne Wetterfahne mit dem ausgesparten Namen SICCO CAMPO – am trockenen Ort. Zeitweise diente die Turmspitze als Sendeanlage von Radio Contact und erreicht eine faktische Höhe von 718 m.
Im November 2013 einigte man sich auf der Botrange einen neuen, 50 m hohen Turm mit Parabolantennen zu errichten, um den Datenaustausch (Echtzeitkurs) mit Richtfunk zwischen den Börsen von London und Frankfurt am Main zu verbessern, da die Datenübertragung per Nachrichtensatellit oder Lichtwellenleiter eine kleine Verzögerung mit sich bringt, was im Börsenhandel stört. Der Datentransfer erfolgt in Echtzeit über die Zwischenstation Botrange, die direkt neben dem bestehenden Turm eingerichtet wurde.

## Sehenswertes
Etwa einen Kilometer südlich unterhalb der Botrange befindet sich das Naturparkzentrum Botrange mit wechselnden Ausstellungen zu regionalen und Naturthemen sowie einer Dauerausstellung.
Knapp drei Kilometer nordwestlich befindet sich die ehemalige  Herberge Baraque Michel mit der etwa 100 Meter südlich davon stehenden Kapelle Fischbach.